# Agneta Nyholm
Agneta Maria Kristina Nyholm, tidigare Nyholm Vinqvist, född 19 januari 1969 i Uppsala domkyrkoförsamling, Uppsala län, är en svensk författare. Hennes böcker har sålt i över 250.000 exemplar och översatts till flera andra språk. Hon är framförallt verksam inom livsstil inom området Graceful Living med vision att alla borde få leva mer medvetna och njutbara liv. 

## Karriär
Agneta Nyholm är sedan 1990 egen företagare i utbildningsbranschen och föreläst runt om i landet. Hon startade Nordic School of Feng Shui 1999 som utbildar fengshui-konsulter (skolan drivs numera av Susanna Utbult). 2009 startade Agneta Sofiainstitutet som erbjuder ledarskaps- och inrednings och design utbildningar.
I november 2013 fick Agneta Nyholm möjlighet att på TEDxTrondheim att berätta hur man kan använda sig av Graceful Living för att skapa en hållbar framtid. 
Oktober 2017 deltog Agneta som talare på WEF - Women Economic Forum, på Island. Temat för Agnetas tal var Feminine leadership – a way to gender fullfilment och ”love men back on track” med tillhörande paneldebatter.
Mars 2020 deltog Agneta som talare i den internationella livestream sändningen "Best For the World" under temat Leadership in the 21st Century. 

### Romaner
- 2001 – Feng shui för svenska hem
- 2002 – Feng shui för svenska trädgårdar
- 2004 – Feng shui för själen
- 2007 – Leva med Feng shui
- 2008 – Feng shui för moder jord
- 2011 – Wabi sabi tidlös visdom, Timeless Wisdom for a Stress-Free Life
- 2014 – Graceful Living – konsten att leva varsamt och innerligt
- 2017 – Läkande krafter – värdegrunder för ett gott liv
- 2017 – Där mörker möter ljus – en resa i kvinnohistoria
- 2020 – Naturligtvis – ledarskap och framtidsarbete med biomimik